# Reyli Barba
Reyli Barba Arrocha, mais conhecido como Reyli, é um cantor e compositor mexicano.
No Brasil, sua música mais conhecida é o tema de abertura da telenovela Rubí.

## Biografia
Ex-vocalista do grupo Elefante , que foi substituído por Jorge Guevara a partir de 2004 . Reyli tornou-se conhecido como um cantor quando ele era um membro do grupo em 2001 . Após a separação do grupo em 2003 anunciado para ser liberado para continuar sua carreira solo. Solo tem sido muito bem sucedida em países de língua espanhola da América Latina , Espanha e outros países ao redor do mundo, onde ele fez uma série de turnês nacionais e internacionais. Ele foi indicado como candidato Grammy, onde ganhou prêmios. Reyli dividiu o palco com artistas como Beyoncé e Alejandro Fernandez. Em 2006 participou da dublagem para a América Latina no filme Open Season sobre o caráter de Boog, juntamente com um tema musical. No Plano de Hot Latin Tracks uma de suas músicas foi posicionada no topo das paradas. A sua canção, que fala sobre a violência doméstica chamado "Hit the wall", valeu-lhe a Medalha de Honra no Egito. 
É atualmente embaixador da sua terra, o estado de Chiapas. Em 2009, foi chamado junto com outros cantores de sua terra, como o México Piano Arturo Aquino, para gravar a canção "Eu sou Chiapas" da autoria de Jorge Macias. Atualmente, está fazendo uma série de concertos em benefício da cidade Rural Sustentável segundo seu estado de Chiapas . Ele também é o cantor do novo hino do Chivas e foi apresentado na abertura do Estádio Omnilife . Ele também participou do disco do mexicano-americano compositor AB Quintanilla em seu álbum "A vida de um gênio", tocando a música tema intitulado "Eu nunca vou esquecer" e apresenta seu novo álbum " Boa juntos "com um reeditado o seu canção "É a Vida" (sucesso que ele teve com sua ex-banda de Elefante ), mas desta vez acompanhado pelo colega cantor e Joan Sebastian.
Também é conhecido por fazer canções para telenovelas como La Descarada para Rubi.

## Discografia

### Álbuns
| Ano  | Álbum                      |
| ---- | -------------------------- |
| 2004 | Na Lua                     |
| 2007 | Fé                         |
| 2009 | O Que Transforma dá a Vida |
| 2011 | Boa Companhia              |

### Singles
- Adonde Vayas
- Al fin me armé de valor
- Amor Del Bueno
- Ayúdame
- Calma
- Con Un Pie En El Cielo
- Desde que llegaste
- En Tres Palabras
- Hasta que amanezca
- La Descarada
- Me Arme De Valor
- Nada Es Para Siempre
- No era necesario
- Nos quísímos
- Perdoname En Silencio
- Que Nos Pasó
- Sé quién soy
- Si Supieras
- Tonto enamorado
- Tu

## Vida Pessoal
Em dezembro de 2011, Ana Bárbara apresentou oficialmente seu filho com seu pai, que passou a ser o cantor mexicano Reyli.

## Canções Para Telenovelas
- Rubi — La Descarada
- La que no podía amar — Te dejaré de amar
- La Madrasta — Amor del bueno

## Prêmios e Indicções

### Prêmio TVyNovelas
| Ano  | Categoria     | Canção/Telenovela | Resultado |
| ---- | ------------- | ----------------- | --------- |
| 2005 | Melhor Canção | La Descarada/Rubi | Venceu    |
| 2012 | Melhor Canção | O Não Podia Amar  | Indicado  |

## Ligações Externas
- Reyli's Official Website